# Марь вонючая
Марь воню́чая (лат. Chenopódium vulvária) — однолетнее травянистое растение, произрастающее повсеместно по сорным местам, вид рода Марь (Chenopodium) семейства Амарантовые (Amaranthaceae). Видовой эпитет названия растения образован от лат. vulvarius, означающего «зловонный».

## Ботаническое описание
Небольшое сорное растение с ветвистым распростёртым или прямостоящим стеблем длиной до 40—60 см. Мелкие ромбические листья источают неприятный запах разлагающейся рыбы, вызванный триметиламином. Всё растение покрыто беловато-мучнистым налётом, что делает его бледно-зелёным.
Плоские яйцевидные семена тёмно-коричневого цвета после созревания опадают вместе с околоцветниками. Диаметр плодов — от 0,9 до 1,2 мм.
Синонимы
- Ambrina graveolens Moq.
- Anserina foetida (Lam.) Montandon
- Atriplex vulvaria (L.) Garsault
- Atriplex vulvularia (L.) Crantz
- Botrydium schraderi Spach
- Chenopodium effusum M.Martens & Galeotti
- Chenopodium foetidum Lam.
- Chenopodium graveolens Lag. & Rodr.
- Chenopodium olidum Curtis
- Chenopodium quercifolium Moq.
- Chenopodium trilobatum Moq.
- Vulvaria vulgaris Bubani

## Химический состав
Содержит большое количество триметиламина и бетаина.

## Значение и применение
В народной медицине употреблялось как ревматическое, противопростудное и как средство против истерии заменяющее валериану.